# Stockholm, Pennsylvania
Stockholm, Pennsylvania ist ein US-amerikanischer Fernsehfilm von Nikole Beckwith aus dem Jahr 2015. Für Beckwith ist es das Regie- sowie Drehbuchdebüt. Saoirse Ronan übernimmt in dem Drama über die Rückkehr eines Opfers einer Kindesentführung zu ihrer Familie die Hauptrolle. In weiteren Rollen sind Cynthia Nixon, David Warshofsky, Jason Isaacs und Rosalind Chao zu sehen. Nach seiner Premiere auf dem Sundance Film Festival 2015 wurde der Film im Mai 2015 beim Sender Lifetime ausgestrahlt.

## Handlung
Leanne Dargon wird im Alter von vier Jahren auf einem Spielplatz von Ben McKay entführt und von ihm in seinem Keller gefangen gehalten. Ben behandelt sie wie seine eigene Tochter, gibt ihr einen neuen Namen (Leia) und einen neuen Geburtstag. Nach 17 Jahren wird sie wieder mit ihren Eltern Marcy und Glen Dargon zusammengeführt. Wie Ben verhaftet und Leanne/Leia befreit wird, bleibt ungewiss.
Leia leidet fortan unter dem Stockholm-Syndrom und sieht in Ben immer noch ihren eigentlichen Vater und in ihren biologischen Eltern zwei Fremde. Dies führt so weit, dass sie sogar Ben im Gefängnis besucht und ihn mit den neu gelernten Informationen über sich konfrontiert. Marcy erfährt von Leias Ausflug und sperrt sie in ihr Zimmer. Die mit der Situation der letzten Jahre überforderte und frustrierte Marcy wirft Glen aus dem Haus und beginnt jede von Leias Handlungen zu kontrollieren. So erhält sie nur zu bestimmten Tageszeiten Essen und Trinken durch ein Loch in der Tür und muss ihre Psychologin Dr. Andrews mit einem ausgedachten Urlaubsausflug belügen.
Leia sieht sich in einer ähnlichen Situation wie lange Zeit mit Ben und beschließt das Haus über ein Seil aus dem Fenster zu verlassen und zu fliehen, um ihr eigenes Leben leben zu können. Während Leia sich das Zusammenleben mit ihren Eltern nicht habe aussuchen können, habe Ben entschieden mit ihr zu leben.
In der letzten Einstellung sieht man wie Leia auf einem Spielplatz ein junges Mädchen beobachtet.

## Produktion
Die Dreharbeiten fanden in Santa Clarita im US-Bundesstaat Kalifornien statt. Nachdem der Film seine Premiere auf dem Sundance Film Festival 2015 feierte, wurde er vom US-Kabelsender Lifetime gekauft und am 2. Mai 2015 im US-Fernsehen ausgestrahlt. Im November 2015 wurde er auf dem Stockholm International Film Festival gezeigt. In Spanien erfolgte die TV-Premiere im Oktober 2021. Eine Veröffentlichung in Deutschland sowie eine deutsche Synchronfassung gibt es bislang noch nicht.

## Rezeption
Der Film erhielt überwiegend gemischte bis negative Kritiken. Auf Rotten Tomatoes erhält der Film 27 % Zustimmung bei 11 Kritiken. Hauptkritikpunkt ist die schwache zweite Hälfte, die zu sehr ein falsches Bild über den Umgang mit Entführungsopfern darstellt. Positiv hervorgehoben wird die schauspielerische Leistung von Ronan und Nixon.

## Auszeichnungen
Das Drehbuch von Nikole Beckwith erhielt im Jahr 2012 das Nicholl Fellowships in Screenwriting, das von der Academy of Motion Picture Arts and Sciences verwaltet wird und mit 35.000 US-Dollar dotiert ist. Bei der Premiere beim Sundance Film Festival wurde der Film für den großen Preis der Jury für den besten Spielfilm nominiert. Der Film wurde bei den Satelite Awards als bester Fernsehfilm, Cynthia Nixon bei den Gracie Awards als beste Nebendarstellerin und Avery Phillips bei den Young Entertainer Awards als beste junge Nebendarstellerin ausgezeichnet. Der Film, Nixion sowie Jason Isaacs erhielten Nominierungen bei den Critics’ Choice Television Awards.